# Snowboard nos Jogos Olímpicos de Inverno de 2010
As competições de snowboard nos Jogos Olímpicos de Inverno de 2010 foram disputadas na Montanha Cypress. Os seis eventos ocorreram entre 15 e 27 de fevereiro.

## Calendário
| Fevereiro | 12 | 13 | 14 | 15 | 16 | 17 | 18 | 19 | 20 | 21 | 22 | 23 | 24 | 25 | 26 | 27 | 28 |
| --------- | -- | -- | -- | -- | -- | -- | -- | -- | -- | -- | -- | -- | -- | -- | -- | -- | -- |
| Snowboard |    |    |    | 1  | 1  | 1  | 1  |    |    |    |    |    |    |    | 1  | 1  |    |

|  | Dia de competição |  | Dia de final |

## Eventos
- Halfpipe feminino
- Slalom gigante paralelo feminino
- Snowboard cross feminino
- Halfpipe masculino
- Slalom gigante paralelo masculino
- Snowboard cross masculino

## Medalhistas
Masculino
| Evento                           | Ouro                            | Prata                         | Bronze                         |
| -------------------------------- | ------------------------------- | ----------------------------- | ------------------------------ |
| Halfpipe detalhes                | Shaun White USA Estados Unidos  | Peetu Piiroinen FIN Finlândia | Scotty Lago USA Estados Unidos |
| Slalom gigante paralelo detalhes | Jasey-Jay Anderson CAN Canadá   | Benjamin Karl AUT Áustria     | Mathieu Bozzetto FRA França    |
| Snowboard cross detalhes         | Seth Wescott USA Estados Unidos | Mike Robertson CAN Canadá     | Tony Ramoin FRA França         |

Feminino
| Evento                           | Ouro                                  | Prata                           | Bronze                         |
| -------------------------------- | ------------------------------------- | ------------------------------- | ------------------------------ |
| Halfpipe detalhes                | Torah Bright AUS Austrália            | Hannah Teter USA Estados Unidos | Kelly Clark USA Estados Unidos |
| Slalom gigante paralelo detalhes | Nicolien Sauerbreij NED Países Baixos | Ekaterina Ilyukhina RUS Rússia  | Marion Kreiner AUT Áustria     |
| Snowboard cross detalhes         | Maëlle Ricker CAN Canadá              | Déborah Anthonioz FRA França    | Olivia Nobs SUI Suíça          |

## Quadro de medalhas
| Ordem | País               | Medalha de ouro | Medalha de prata | Medalha de bronze |    | Ordem por total |
| ----- | ------------------ | --------------- | ---------------- | ----------------- | -- | --------------- |
| 1     | USA Estados Unidos | 2               | 1                | 2                 | 5  | 1               |
| 2     | CAN Canadá         | 2               | 1                |                   | 3  | 2               |
| 3     | AUS Austrália      | 1               |                  |                   | 1  | 5               |
| 3     | NED Países Baixos  | 1               |                  |                   | 1  | 5               |
| 5     | FRA França         |                 | 1                | 2                 | 3  | 2               |
| 6     | AUT Áustria        |                 | 1                | 1                 | 2  | 4               |
| 7     | FIN Finlândia      |                 | 1                |                   | 1  | 5               |
| 7     | RUS Rússia         |                 | 1                |                   | 1  | 5               |
| 9     | SUI Suíça          |                 |                  | 1                 | 1  | 5               |
| TOTAL | TOTAL              | 6               | 6                | 6                 | 18 | —               |